# Isla Stoltenhoff
La isla Stoltenhoff es una pequeña isla deshabitada en el océano Atlántico Sur, siendo parte de las islas Nightingale. Es la más pequeña del archipiélago y se encuentra al nordeste de la isla Nightingale. La isla está administrada por el Reino Unido como parte del territorio británico de ultramar de Santa Helena, Ascensión y Tristán de Acuña.
La isla se llama así en recuerdo de los hermanos Gustav y Friedrich Stoltenhoff, que trataron de asentarse en la cercana isla Inaccesible, pero su tentativa fue abandonada después de dos difíciles años.